# 阪神水道企業団
阪神水道企業団（はんしんすいどうきぎょうだん）は、兵庫県の阪神間6市（神戸市・尼崎市・西宮市・芦屋市・宝塚市・明石市）で構成する用水供給事業を行う一部事務組合。地方公営企業法の適用団体である。

## 概要
琵琶湖・淀川水系から水道用水を確保し、構成市の水道局に供給している。
構成市（供給先）
- 神戸市（神戸市水道局）
- 尼崎市（尼崎市公営企業局）
- 西宮市（西宮市上下水道局）
- 芦屋市（芦屋市上下水道部）
- 宝塚市（宝塚市上下水道局）
- 明石市（明石市水道局）

## 沿革
- 1936年（昭和11年）7月21日 - 阪神上水道市町村組合設立。

当時の構成団体は、神戸市、尼崎市、西宮市、武庫郡御影町、魚崎町、住吉村、本山村、本庄村、精道村、瓦木村、甲東村、鳴尾村、大庄村、武庫村、川辺郡立花村、園田村の旧16市町村
- 1962年（昭和37年）10月 - 阪神水道組合に改称。執行機関名は阪神水道企業庁。
- 1966年（昭和41年）7月 - 阪神水道企業団に改称。
- 2017年（平成29年）4月 - 宝塚市が加入[1]。1936年（昭和11年）の設立後初めて構成市が変更となった。
- 2025年（令和7年）4月 - 明石市が加入。

## 事業所・施設
- 本庁舎：神戸市東灘区西岡本3-20-1
- 大道事業所：大阪市東淀川区大道南2-9-20
  - 大道取水場（大道ポンプ場）
- 猪名川事業所：尼崎市田能5-11-1
  - 猪名川浄水場
  - 水質試験場
- 尼崎事業所：尼崎市南塚口町4-5-65
  - 尼崎浄水場
- 甲東事業所：西宮市上大市3-2-53
  - 送水センター（甲東ポンプ場）
- 淀川事業所：大阪市淀川区西中島2-1-27
  - 淀川取水場（淀川ポンプ場）
- 西宮事業所：西宮市室川町2-32
  - 西宮ポンプ場

水の動き
- 大道ポンプ場
  - 猪名川浄水場
    - 尼崎市
    - 甲東ポンプ場
      - 神戸市
      - 芦屋市
      - 西宮市
- 淀川ポンプ場
  - 尼崎浄水場
    - 尼崎市
    - 西宮ポンプ場
      - 神戸市
      - 芦屋市
      - 西宮市

    - 甲東ポンプ場
      - 神戸市
      - 芦屋市
      - 西宮市

## 組織
- 企業長 - 吉田延雄
- 副企業長 - 長塩大司
  - 総務部
  - 技術部

## 議会
議会が設置されており、議員は各市の市長と市会議員（市議会議員）で構成され、定員は15名。
- 神戸市8名：市長と市会議員7名
- 尼崎市3名：市長と市議会議員2名
- 西宮市2名：市長と市議会議員1名
- 芦屋市1名：市長または市議会議員
- 宝塚市1名：市長または市議会議員